# Insuficiencia hepática

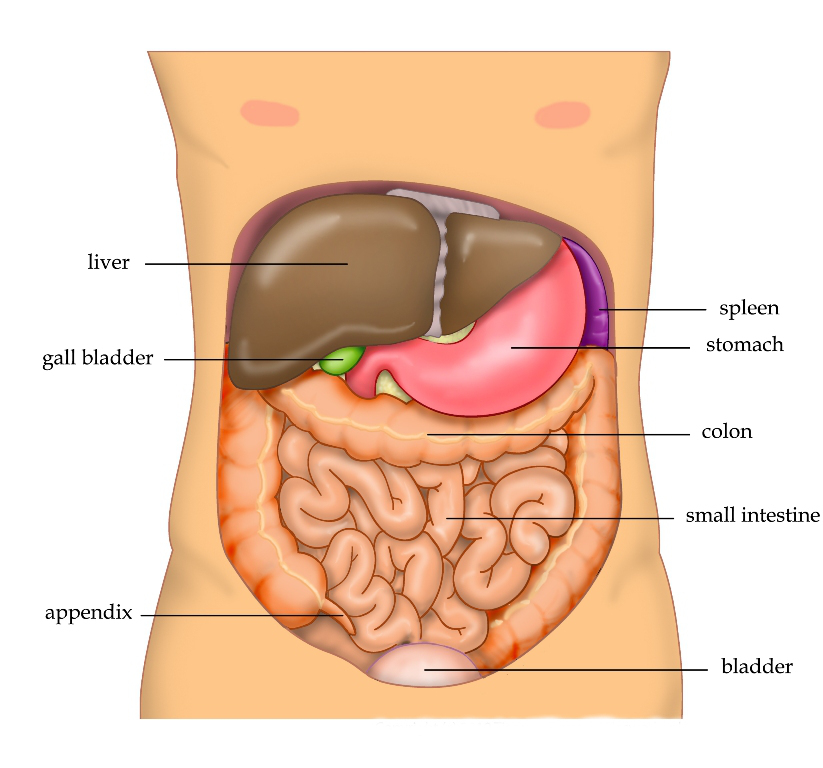
hígado

La insuficiencia hepática (Iniciales: IH o I.H.) o fallo hepático es la incapacidad del hígado para llevar a cabo su función sintética y metabólica, como parte de la fisiología normal.
La insuficiencia hepática se puede clasificar en:
- Insuficiencia hepática aguda: Desarrollo rápido en cuestión de días o semanas
- Insuficiencia hepática crónico: Desarrollo gradual durante meses o años
- Insuficiencia hepática aguda sobre crónica: Pacientes con insuficiencia crónica que desarrollan repentinamente una insuficiencia hepática aguda

## Insuficiencia hepática aguda
Desarrollo de encefalopatía hepática (confusión, estupor y coma) y disminución de la producción de proteínas (tales como la albúmina y proteínas de coagulación) en las cuatro semanas posteriores a la aparición de los primeros síntomas (como la ictericia) de un problema hepático. Se dice que la insuficiencia hepática "hiperaguda" se presenta si este intervalo es de 7 días o menos, mientras que se trata de una insuficiencia hepática "subaguda" si el intervalo es de 5 a 12 semanas.

## Insuficiencia hepática crónica
Por lo general ocurre en el contexto de una cirrosis hepática que, a su vez, puede ser la consecuencia de muchas causas posibles, tales como la excesiva ingesta de bebidas alcohólicas, la hepatitis B o la C, causas autoinmunes, hereditarias y metabólicas, tales como la hemocromatosis (acumulación excesiva de hierro) o la enfermedad de Wilson (acumulación excesiva de cobre) o una esteatohepatitis no alcohólica.

## Insuficiencia hepática aguda sobre crónica
Algunas personas años después de padecer insuficiencia hepática crónica controlada experimentan de forma repentina una insuficiencia hepática aguda. Estas personas suelen padecer previamente cirrosis hepática y el pronóstico es bastante negativo con una alta tasa de mortalidad.